# Carlo Ravasio
Carlo Ravasio (Milano, 19 luglio 1897 – Milano, 11 maggio 1979) è stato un politico, poeta, giornalista e librettista italiano.

## Biografia
Figlio di un industriale del ramo tessile, interventista, prese parte volontario alla prima guerra mondiale come ufficiale di fanteria. Ferito in battaglia e colpito da leggera invalidità permanente alla gamba sinistra, dopo la guerra si laureò in lettere alla Regia Accademia scientifico-letteraria di Milano e nel maggio 1921 aderì ai fasci italiani di combattimento e in seguito al Partito Nazionale Fascista, prendendo parte nel 1922 alla Marcia su Roma.
Fu direttore della riviste fasciste Nuovo Araldo tra il 1922 e il 1923, e Popolo di Lombardia dal 1924 al 1933. Fu inoltre redattore del Popolo d'Italia, di cui curò la terza pagina, e nel 1934 fu nominato capo redattore di Gerarchia, svolgendo effettivamente un ruolo di direttore.  Oltre a questi ruoli ufficiali, anche la sua personale attività letteraria fu messa al servizio del fascismo, con raccolte di poesie, inni e libretti che celebravano il regime.
Nel dicembre 1941, in occasione della nomina a segretario del Partito Nazionale Fascista di Aldo Vidussoni, Ravasio fu nominato suo vice, e contestualmente divenne deputato alla camera dei fasci e delle corporazioni.
Lasciò la vice segreteria nell'aprile 1943, per assumere il ruolo di ispettore del PNF. Con la caduta di Mussolini fu arrestato, e liberato in seguito alla nascita della Repubblica di Salò. Nel dopoguerra si allontanò dall'impegno politico, continuando la sua attività di poeta e giornalista. Poco prima di morire per emorragia cerebrale, realizzò una lunga intervista concessa a Giordano Bruno Guerri e confluita nel libro Rapporto al Duce, in appendice al quale fu allegato il suo diario del 1942, relativo al periodo della vice segreteria del partito.

## Opere
- I paesi del cielo (1924)
- Cronache campagnole (1925)
- Le avventure di Zulì (1925)
- Sangue di Roma. Poesie di Guerra e di Pace 1918-1925 (1925)
- La marcia su Roma (1926)
- Poesie d'amore (1927)
- La stampa e la propaganda per l'autarchia (1939)
- La missione rivoluzionaria del giornalismo (1942)
- Poesie. Rivolta e rassegnazione (1966)